# هوارد ألك
هوارد ألك (بالإنجليزية: Howard Alk)‏ (25 أكتوبر 1930 – يناير 1982) هو صانع أفلام مقيم في شيكاغو، إلينوي، ومؤسس مشارك أصلي لفرقة مسرح المدينة الثانية (بالإنجليزية: The Second City)‏. بدأ هوارد العمل في مجال الأفلام في الستينيات مع مجموعة شيكاغو للأفلام، وقام بتصوير وإخراج أفلام وثائقية، وأكمل سلسلة الثورة الأمريكية 2 (1969)، وقتل فريد هامبتون (1971)، كما تعاون لسنوات مع المغني وكاتب الأغاني بوب ديلان، وأنتج معه أفلامًا حتى عام 1981.

## الوفاة
استخدم ألك الهيروين بانتظام. وفي يوم 1 أو 3 يناير 1982، تم العثور عليه ميتًا في استوديوهات رنداون، استوديو ديلان في سانتا مونيكا ، كاليفورنيا. على الرغم من أن الطبيب الشرعي أقر بوفاته بسبب جرعة زائدة من الهيروين، أفادت مصادر أخرى بوفاته نتيجة الانتحار. أعربت زوجة ألك الأولى، جونز، وزوجته الثانية جوان، عن اعتقادهما أنه قتل نفسه عمدًا. لكن لم يتم العثور على أي دليل على الإطلاق.

## روابط خارجية
هوارد ألك على موقع IMDb (الإنجليزية)
- هوارد ألك على موقع ألو سيني (الفرنسية)
- هوارد ألك على موقع أول موفي (الإنجليزية)
- هوارد ألك على موقع قاعدة بيانات برودواي على الإنترنت (الإنجليزية)
- هوارد ألك على موقع قاعدة بيانات الأفلام السويدية (السويدية)
- هوارد ألك على موقع قاعدة بيانات الفيلم (الإنجليزية)
- هوارد ألك على موقع كينوبويسك (الروسية)